# Sheila Scott Macintyre
 Sheila Scott Macintyre (* 3. April 1910 in Edinburgh, Schottland; † 21. März 1960 in Cincinnati, Ohio) war eine schottische Mathematikerin und Hochschullehrerin.

## Leben und Werk
Macintyre wurde als Tochter von Helen Myers Meldrum und dem Rektor der Trinity Academy Edinburgh James Alexander Scott geboren. Sie besuchte die Trinity Academy in Edinburgh und von 1926 bis 1928 besuchte sie das Edinburgh Ladies College (heute Mary Erskine School). Sie studierte an der Universität von Edinburgh und schloss 1932 mit einem Master of Arts in Mathematik und Naturphilosophie ab. Danach setzte sie ihr Studium am Girton College in Cambridge fort und nahm an den Mathematical Tripos teil. In ihrem letzten Jahr an der Universität arbeitete sie an einem Forschungsprojekt unter der Aufsicht von Mary Cartwright, welches zu ihrer ersten veröffentlichten Arbeit On the asymptotic periods of integral functions führte.
Sie kehrte nach Schottland zurück, um sich als Lehrerin ausbilden zu lassen, und unterrichtete von 1934 bis 1940 an verschiedenen Schulen. Während dieser Zeit stellte Edmund Taylor Whittaker sie dem Mathematikerkollegen Archibald James Macintyre vor, den sie 1940 heiratete. Sie und ihr Mann wurden kurz darauf als Dozenten an die University of Aberdeen berufen. Während sie mit ihrem zweiten Kind schwanger war, hörte sie auf zu unterrichten, forschte aber weiter. Sie promovierte 1947 bei Edward Maitland Wright an der University of Aberdeen mit der Dissertation: Some Problems in Interpolatory Function Theory. Nachdem sie 1946 die Lehre aufgegeben hatte, wurde sie 1949 als Dozentin für Mathematik an die Universität von Aberdeen berufen.
Zwischen 1947 und 1958 veröffentlichte sie weitere 10 Artikel und löste ein 1914 von Srinivasa Ramanujan aufgeworfenes Problem. 1956 war sie Mitautorin eines deutsch-englischen mathematischen Wörterbuchs. 1958 wanderte die Familie in die USA aus, wo sie eine Gastprofessur an der University of Cincinnati annahm und bis zu ihrem Tod unterrichtete.
Ebenfalls 1958 wurde sie zum Fellow der Royal Society of Edinburgh gewählt.

## Veröffentlichungen (Auswahl)
- On the asymptotic periods of integral functions. Proceedings of the Cambridge Philosophical Society, Vol. 31, 1935.
- An upper bound for the Whittaker constant W. Journal of the London Mathematical Society Vol. 22, 1947, S. 305–311.[2]
- A functional inequality. Journal of the London Mathematical Society Vol. 23, 1948, S. 202–209.[3]
- mit Archibald Macintyre: Theorems on the convergence and asymptotic validity of Abel’s series. Proceedings of the Royal Society of Edinburgh Section A. 1952.
- Transform theory and Newton’s interpolation series. Proceedings London Mathematical Society III. Ser. 4, 1954, S.  385–401.
- mit E. Witte: German-English mathematical vocabulary. Edinburgh-London: Oliver & Boyd; New York: Interscience Publishers, Inc. a division of John Wiley & Sons, Inc. IX, 1966.